# Clerodendrum densiflorum
Clerodendrum densiflorum là một loài thực vật có hoa trong họ Hoa môi. Loài này được Griff. mô tả khoa học đầu tiên năm 1854.